# Aquelcabo
Aquelcabo[cita requerida] (oficialmente en asturiano Acalcabu) es un pueblo de la parroquia de Santiago de Arriba, perteneciente al concejo de Valdés en Asturias (España). Limita al norte con los pueblos de la Mata, Villuir, las Pontigas, al sur con Constancios y Moanes, al este con Moanes y Villuir, y al oeste con la Fervencia, perteneciente a la parroquia de Otur y con las Pontigas.
Es un pueblo eminentemente ganadero, famoso por sus fiestas y ferias de San Isidro, tiene unas 20 casas, la escuela de la parroquia se encuentra en este pueblo, y tienen su sede el CRA Álvaro Delgado de los colegios rurales de los concejos de Navia y Valdés.
Tiene ganado vacuno, dos talleres del sector metalúrgico, un taller de carpintería de madera,
una estación de servicio, un restaurante,un almacén de piensos.
Sus vecinos se aproximan a los 50.